# Jule Brand
Jule Brand (ur. 16 października 2002 w Germersheim) – niemiecka piłkarka, występująca na pozycji pomocniczki w niemieckim klubie Vfl Wolfsburg oraz w reprezentacji Niemiec. 
Uczestniczka Igrzysk Olimpijskich 2024 w Paryżu, Mistrzostw Świata 2023 oraz Mistrzostw Europy 2022 i 2025.

## Sukcesy

### Klubowe[3]
- Puchar Niemiec 2022/23, 2023/24

### Reprezentacyjne[3]
- Brązowy medal Igrzysk Olimpijskich: 2024[4]

- Wicemistrzostwo Europy: 2022
- Mistrzostwo Europy U-17: 2019

## Statystyki

### Klubowe
Na podstawie:
| Klub                   | Sezonów | Liga                 | Liga  | Liga   | Puchar krajowy | Puchar krajowy | Kontynentalne | Kontynentalne | Suma  | Suma   |
| Klub                   | Sezonów | Liga                 | Mecze | Bramki | Mecze          | Bramki         | Mecze         | Bramki        | Mecze | Bramki |
| ---------------------- | ------- | -------------------- | ----- | ------ | -------------- | -------------- | ------------- | ------------- | ----- | ------ |
| TSG 1899 Hoffenheim II | 2       | 2. Frauen-Bundesliga | 37    | 3      | 0              | 0              | –             | –             | 37    | 3      |
| TSG 1899 Hoffenheim    | 2       | Frauen-Bundesliga    | 44    | 8      | 5              | 2              | 9             | 3             | 58    | 13     |
| VfL Wolfsburg          | 2       | Frauen-Bundesliga    | 43    | 7      | 9              | 7              | 12            | 1             | 64    | 15     |
|                        | Łącznie | Łącznie              | 122   | 17     | 14             | 9              | 21            | 4             | 157   | 30     |

### Reprezentacyjne
Na podstawie:
| Mecze i gole w reprezentacji podczas Mistrzostw Świata 2023 | Mecze i gole w reprezentacji podczas Mistrzostw Świata 2023 | Mecze i gole w reprezentacji podczas Mistrzostw Świata 2023 | Mecze i gole w reprezentacji podczas Mistrzostw Świata 2023 | Mecze i gole w reprezentacji podczas Mistrzostw Świata 2023 | Mecze i gole w reprezentacji podczas Mistrzostw Świata 2023 | Mecze i gole w reprezentacji podczas Mistrzostw Świata 2023 | Mecze i gole w reprezentacji podczas Mistrzostw Świata 2023 |
| Lp.                                                         | Data                                                        | Miasto                                                      | Przeciwnik                                                  | Wynik                                                       | Gole                                                        | Inne                                                        | Faza rozgrywek                                              |
| ----------------------------------------------------------- | ----------------------------------------------------------- | ----------------------------------------------------------- | ----------------------------------------------------------- | ----------------------------------------------------------- | ----------------------------------------------------------- | ----------------------------------------------------------- | ----------------------------------------------------------- |
| 1.                                                          | 24.07.2023                                                  | Melbourne                                                   | Maroko                                                      | 6:0 (2:0)                                                   |                                                             |                                                             | Faza grupowa                                                |
| 2.                                                          | 30.07.2023                                                  | Sydney                                                      | Kolumbia                                                    | 1:2 (0:0)                                                   |                                                             |                                                             | Faza grupowa                                                |
| 3.                                                          | 03.08.2023                                                  | Brisbane                                                    | Korea Południowa                                            | 1:1 (1:1)                                                   |                                                             |                                                             | Faza grupowa                                                |